# Fritz Schröder (homme politique, 1915)
Pour les articles homonymes, voir Schröder.
Fritz Schröder, né le 4 octobre 1915 à Momehnen, aujourd'hui Momajny (pl), alors en Prusse orientale, et mort le 5 juillet 2001 à Neuenhagen bei Berlin, est un homme politique allemand qui est vice-ministre de la Sécurité d'État (Stasi) de la RDA de 1964 à 1974.

## Biographie
Fritz Schröder est né à Momehnen (Prusse orientale) en 1915. Son père est ouvrier et sa mère femme au foyer. Après le collège, il effectue un apprentissage de boucher de 1931 à 1935. Il est enrôlé dans le service du travail du Reich et effectue son service militaire obligatoire dans la Wehrmacht de 1936 à 1938. Il travaille ensuite comme compagnon boucher avant d'être rappelé dans la Wehrmacht à l'automne 1939. De 1942 à 1945, il est prisonnier de guerre des Soviétiques. C'est là qu'il fréquente l'école Antifa pendant six mois en 1943, et devient alors officier de première ligne du Nationalkomitee Freies Deutschland. Après avoir servi au front comme propagandiste sur les haut-parleurs des tranchées, il suit des formations dans une école soviétique sur le Front de Briansk.
En 1945, il revient en Allemagne en 1945 et accepte un emploi dans la police populaire. Il y est promu chef du bureau de police du district de Nauen. En 1945, il adhère le KPD et devient membre du SED lorsque le SPD et le KPD sont contraints de fusionner en 1946. La même année, il fréquente l'école de police d'État de Biesenthal et est transféré à Teltow en 1948 comme chef du bureau de police du district. À partir de septembre 1949, il travaille pour l'administration de la protection de l'économie du Brandebourg, qui devient à partir de février 1950 l'administration d'État du Brandebourg du ministère de la Sécurité d'État (MfS). Il y est d'abord chef du bureau de Francfort-sur-l'Oder, puis est nommé chef du département V (activités souterraines) de l'administration de l'État de Brandebourg la même année. Après la formation des districts en RDA en juillet 1952, il prend la direction de l'administration du district MfS (BV) Cottbus avec le grade de lieutenant-colonel et devient membre de l'administration du district SED Cottbus. Muté à Berlin en juillet 1955, il est nommé chef du département V de la Stasi (HA V : Hauptabteilung V, qui surveille l'appareil d'État, les églises et les clandestins), succédant à Bruno Beater (de). En février 1958, il est promu colonel, puis en janvier 1964, il est nommé vice-ministre de la Sécurité d'État, son successeur à la HA V (plus tard HA XX) étant Paul Kienberg (de). En octobre 1964, il est nommé Major général par Walter Ulbricht et promu Lieutenant général par Erich Honecker en octobre 1972. Pour des raisons de santé, il est relevé de ses fonctions en 1974 et libéré de ses obligations en janvier 1975. Il est remplacé par Rudi Mittig (de). Retraité, il vit à Neuenhagen près de Berlin jusqu'à sa mort.

## Distinctions
- 1970 : Ordre patriotique du mérite en or
- 1975 : Ordre de Karl-Marx
- 1985 : Médaille du « 40e Anniversaire de la Victoire dans la Grande Guerre Patriotique 1941-1945 »